# Rock N Rolla
Rock N Rolla (Originaltitel: RocknRolla) ist eine britische Gangsterkomödie aus dem Jahr 2008. Regie führte Guy Ritchie, der auch das Drehbuch schrieb und den Film mitproduzierte.

## Handlung
Schauplatz von „Rocknrolla“ ist das heutige London, dessen Unterwelt sich fest in den Händen von Lenny Cole befindet. Dessen Macht entspringt seiner Kontrolle über Londons Baugewerbe. Lennys rechte Hand ist Archy, aus dessen Sicht der Film erzählt wird.
Für ein großes Immobilienprojekt benötigt der zwielichtige russische Milliardär Juri Omovich eine Baugenehmigung. Lenny verspricht ihm diese für sieben Millionen Euro. Als Dankeschön leiht Omovich daraufhin Lenny sein Lieblingsgemälde, das ihm bisher bei jedem Coup Glück gebracht hat.
Omovich beauftragt seine Buchhalterin Stella, die Zahlung der sieben Millionen Euro zu veranlassen und die Buchhaltung entsprechend zu frisieren. Diese wiederum lässt One Two und Mumbles, zwei Kleinkriminelle, die zuvor in einem anderen Coup Geld verloren haben und nun Lenny zwei Millionen Pfund schulden, von dem ungesicherten Geldtransfer wissen. Es gelingt One Two und Mumbles, das Geld zu stehlen, und sie sind in der Lage, ihre Schulden bei Lenny zu begleichen.
Gleichzeitig stellt Lenny fest, dass ihm Omovichs Glücksgemälde gestohlen wurde. Zudem erfährt er aus der Zeitung, dass sein Stiefsohn Johnny Quid, ein drogensüchtiger Rockstar, ums Leben gekommen ist.
Johnny Quid hat seinen Tod jedoch nur vorgetäuscht. Er hält sich in einer heruntergekommenen Wohnung auf, konsumiert ununterbrochen Drogen und vertieft sich in das Gemälde, das er seinem Stiefvater entwendet hat.
Als Omovich von dem gescheiterten Geldtransfer erfährt, bittet er Lenny um die Rückgabe seines Glücksgemäldes. Dieser behauptet zunächst, Archy habe den Schlüssel zu seinem Tresor verloren, in dem sich das Gemälde befinde.
Omovich weist Stella an, weitere sieben Millionen Euro aus den Firmenfinanzen abzuzweigen. Bei diesem Treffen will Omovich Stella näherkommen, sie lässt ihn jedoch abblitzen und erwähnt ihren Ehemann, der als Anwalt arbeitet.
Ein weiteres Mal erfahren One Two und Mumbles durch Stella, dass Omovich einen Geldtransfer veranlasst hat. Obwohl das Geld dieses Mal von zwei seiner besten Männer überbracht werden soll, gelingt es One Two und Mumbles mit Hilfe ihres Freundes Handsome Bob nach einer rasanten Verfolgungsjagd mit den beiden Russen Omovichs, das Geld in ihren Besitz zu bringen.
Als Lenny die Information bekommt, dass sich Omovichs Gemälde im Besitz des totgeglaubten Johnny befindet, wendet er sich an dessen Manager Mickey und Roman, denen er mit der Entziehung ihrer Clublizenzen droht, falls sie es nicht schaffen, Johnny ausfindig zu machen. Langsam beginnt Lennys Thron jedoch zu wackeln. Es fällt ihm zunehmend schwerer, über Mittelsmänner in wichtigen Positionen das Baugewerbe zu kontrollieren.
Bei einem weiteren Treffen von Lenny und Omovich geraten die beiden aneinander. Da es Omovich in der Zwischenzeit gelungen ist, eigene Kontakte zu Lennys Mittelsmännern zu knüpfen, und er somit auf Lennys Hilfe nicht mehr angewiesen ist, lässt er diesen bei einem Treffen auf dem Golfplatz zusammenschlagen. Lenny landet im Rollstuhl.
One Two wird in seiner Wohnung von Stella überrascht. Die beiden haben Sex, nachdem es zwischen ihnen schon länger geknistert hatte. One Two schenkt Stella zum Abschied das Glücksgemälde, das Johnny von zwei Junkies entwendet wurde, die es dann an einen Freund One Twos verkauft haben, der es One Two als Geschenk für Stella zukommen ließ.
Kurz nachdem Stella One Twos Wohnung verlassen hat, wird dieser von den beiden Russen Omovichs überfallen. Ans Bett gefesselt steht One Two eine Folter bevor, als auch Archy die Wohnung betritt, um One Two im Auftrag Lennys abzuholen. Archy und seine Männer töten die beiden Russen. Sie nehmen One Two sowie die dazugestoßenen Mumbles und Handsome Bob fest, um sie in einem verlassenen Fabrikgebäude Lenny zu übergeben. Zur gleichen Zeit treffen dort auch Mickey und Roman mit Johnny ein.
Zwischenzeitlich geht Omovich bei Stella aufs Ganze. Er sucht sie in ihrer Wohnung auf und macht ihr einen Heiratsantrag. Stella nimmt die Schmuckschatulle Omovichs mit der Bitte um ein paar Tage Bedenkzeit an. Als Omovich sich umdreht, entdeckt er sein Glücksgemälde in Stellas Wohnung. Kurzerhand ruft er per Handy seine rechte Hand Viktor ins Haus. Viktor lässt sich vor dem Betreten des Hauses Handschuhe vom Chauffeur geben. Stellas Schicksal bleibt ungewiss.
In der Fabrikhalle stehen sich nun Lenny und Archy, die gefesselten One Two, Mumbles und Handsome Bob sowie Johnny und seine Manager gegenüber. Da Lenny seinen mit Drogen vollgepumpten Stiefsohn nicht mehr ertragen kann, befiehlt er einem seiner Männer, Johnny samt seinen Managern zu beseitigen. Während Johnny und seine Manager begleitet von Lennys Männern mit dem Fahrstuhl nach unten fahren, überwältigen sie jedoch Lennys Männer.
Gleichzeitig offenbart Handsome Bob Archy, er habe von Stellas Ehemann eine wichtige Information erhalten, die sich in einem Umschlag in seiner Jackentasche befindet. Archy beginnt, das Dokument laut vorzulesen, aus dem hervorgeht, dass Lenny seit vielen Jahren unter einem Decknamen als Informant der Polizei fungiert und für jeweils mehrjährige Gefängnisaufenthalte Archys, One Twos und der Anderen verantwortlich ist. Archy lässt Lenny auf die gleiche Weise töten, auf die Lenny zuvor viele Andere hat foltern und umbringen lassen: Er wird in ein Wasserbecken mit Krebsen getaucht.
Der Film schließt damit, dass Archy den regenerierten Johnny nach einer Entziehungskur von der Klinik abholt und ihm das Bild schenkt, wobei nicht aufgelöst wird, woher Archy das Bild hat. Zukünftig wollen Archy, Johnny sowie One Two und seine Männer gemeinsam die Unterwelt regieren.

## Kritiken
James Christopher schrieb in der Zeitung The Times vom 2. September 2008, Rock N Rolla sei ein Film, der die verrückte Londoner Unterwelt durchforste. Er sei für Guy Ritchie typisch – dazu würden unter anderem Zeitlupenaufnahmen von Thandie Newton in High-Heels und „jede Menge lärmender Rockmusik“ gehören. Die locker verwobenen Handlungsstränge verknüpfe man zum Ende im „verzweifelten Versuch, ein angemessen blutiges Finale“ zu schaffen. Ritchie stehle bei seinem Idol Quentin Tarantino, dessen Phantasie ihm jedoch fehle.
David Germain schrieb in der Zeitung The Washington Times vom 5. September 2008, Ritchie kehre zum Subgenre der Gangstergeschichte wie Bube, Dame, König, grAs und Snatch – Schweine und Diamanten zurück. Er weise jene „manische Energie“ auf, der das Publikum der früheren Filme des Regisseurs verfallen sei.
Die Filmzeitschrift Cinema schrieb im Fazit: „Die ultracoole Gangstersatire und ihr grandioser Soundtrack strotzen nur so vor Energie – über die wenigen erzählerischen Schwächen sieht man dabei gerne hinweg.“
Bernhard Lichtenberger schrieb in der OÖN vom 21. März 2009: „Guy Ritchie lässt es drunter und drüber gehen, mit Elan, feschen Schnitten, feinen Mimen, gewitzten Szenen, lässigen Dialogen und hohem Unterhaltungswert.“
Mark Kermode sagte in seinem Blog bei der BBC vom 2. September 2009, dass der Film nicht schlecht (bad), sondern furchtbar (terrible) sei und stellte die Frage, warum es Guy Ritchie weiterhin erlaubt sei, Filme zu drehen.

## Soundtrack
Die Musik zum Film enthält die folgenden Titel:
1. People Ask the Question (Dialogsequenz)
2. I’m a Man von Black Strobe
3. Have Love, Will Travel von The Sonics
4. No School Like the Old School (Dialogsequenz)
5. Bankrobber von The Clash
6. The Trip von Kim Fowley
7. Slap Him! (Dialogsequenz)
8. Ruskies von Steve Isles
9. Outlaw von War
10. Waiting for a Train von Flash and the Pan
11. Junkies (Dialogsequenz)
12. Rock & Roll Queen von The Subways
13. The Gun von Lou Reed
14. The Stomp von The Hives
15. We Had Love von The Scientists
16. Sausage & Beans (Dialogsequenz)
17. Mirror in the Bathroom von The Beat
18. Funnel of Love von Wanda Jackson
19. Such a Fool von 22-20s
20. Dopilsya von Sektor Gasa
21. Negra Leono von Miguelito Valdés

## Bemerkungen
- Der Film wurde im Juni 2007 in London gedreht.[8] Seine Produktionskosten betrugen schätzungsweise 18 Millionen US-Dollar.[9]
- Die Weltpremiere fand am 4. September 2008 auf dem Toronto International Film Festival statt.[10] Der Film startete in den britischen Kinos am 5. September 2008 und erschien dort schon am 2. Februar 2009 auf DVD und Blu-Ray Disc. Am 8. Oktober 2008 kam er in ausgewählten Kinos der USA, in Deutschland lief er am 19. März 2009 an.[11]
- Der Film, den Tank ansieht, als Archie in seinen Wagen steigt, ist Was vom Tage übrig blieb.
- Der Film hat Anspielungen auf Pulp Fiction, One Two tanzt mit Stella auf eine seltsame Weise wie Vincent Vega mit Mia Wallace. Das Gemälde erfüllt einen ähnlichen Zweck wie der Koffer in Pulp Fiction: Beide Gegenstände spielen eine wichtige Rolle für die Handlung, der Zuschauer wird aber nicht über den Inhalt aufgeklärt – ein sogenannter MacGuffin.
- Die Figur des Juri Omovich ist dem russischen Milliardär Roman Abramowitsch nachempfunden.[12]
- Die Indie-Rockband The Subways hat einen Gastauftritt, indem sie in einem Musikclub ihren Hit "Rock & Roll Queen" spielt, während draußen vor dem Eingang eine Schlägerei mit einem Türsteher stattfindet.
- Die allerletzte Szene des Films zeigt den Text „One-Two and the Wild Bunch will be back in THE REAL ROCKNROLLA“ (One-Two und der Wilde Haufen werden in THE REAL ROCKNROLLA zurück sein). Außer dem Titel ist über die Fortsetzung bislang nichts bekannt, da sich Guy Ritchie zunächst der Arbeit an seinen Sherlock-Holmes-Filmen (Sherlock Holmes und die Fortsetzung Sherlock Holmes: Spiel im Schatten) widmete.

## Synchronisation
Die deutschsprachige Synchronbearbeitung entstand bei der Interopa Film in Berlin. Jan Odle schrieb das Dialogbuch und führte Dialogregie.
| Darsteller           | Rolle         | Deutscher Sprecher |
| -------------------- | ------------- | ------------------ |
| Gerard Butler        | One Two       | Tobias Kluckert    |
| Mark Strong          | Archie        | Tom Vogt           |
| Tom Wilkinson        | Lenny Cole    | Lutz Riedel        |
| Idris Elba           | Mumbles       | Thomas Petruo      |
| Gemma Arterton       | June          | Luise Helm         |
| Thandie Newton       | Stella        | Nana Spier         |
| Jeremy Piven         | Roman         | Markus Pfeiffer    |
| Ludacris             | Mickey        | Jan Odle           |
| Toby Kebbell         | Johnny Quid   | Daniel Fehlow      |
| Tom Hardy            | Handsome Bob  | Tommy Morgenstern  |
| Jimi Mistry          | Stadtrat      | Karlo Hackenberger |
| Karel Roden          | Uri Omovich   | Joachim Tennstedt  |
| Matt King            | Cookie        | Udo Schenk         |
| Geoff Bell           | Fred the Head | Rainer Doering     |
| Johnny Harris        | Gary          | Gerald Schaale     |
| David Leon           | Malcolm       | Marcel Collé       |
| Michael Ryan         | Pete          | Dennis Schmidt-Foß |
| James Greene         | Richter       | Eberhard Prüter    |
| Jamie Campbell Bower | Rocker        | Konrad Bösherz     |
| Nonso Anozie         | Tank          | Torsten Michaelis  |